# 侯生华
侯生华（1951年11月—），男，甘肃合水西华池镇侯家出人，中华人民共和国政治人物。

## 生平
侯生华于1972年11月加入中国共产党，早年在中共合水县委政治部、中共甘肃省委宣传部宣传处、甘肃省人大常委会、中共甘肃省委政研室、省委办公厅等地任职，后出任中共嘉峪关市委书记、市人大常委会主任，甘肃省卫生厅厅长。甘肃省政协副主席。